# كهلان (اسم)
كهلان هو اسم علم مذكر من أصل عربي، ومعناه هو مبالغة من «كهل» الرجل الشديد الكهولة، والكهل من كان سنه بين الثلاثن والخمسين تقريبًا.

## شخصيات تحمل الاسم
- كهلان مجاهد أبو شوارب (سياسي يمني، 3 فبراير 1968 – )

## وصلات خارجية
- موسوعة السلطان قابوس لأسماء العرب نسخة محفوظة 5 أبريل 2019 على موقع واي باك مشين.